# 水寨街道
水寨街道，是中华人民共和国河南省周口市項城市下辖的一个乡镇级行政单位。

## 行政区划
水寨街道下辖以下地区：
古楼社区、东关社区、南关社区、北关社区、西关社区、新庄社区、沙南社区、沙河社区、东郊社区、西郊社区、南郊社区和孔营社区。